# Макеєв Андрій Генійович
Макеєв Андрій Генійович (3 лютого 1952 — 13 вересня 2021) — радянський баскетболіст.
Бронзовий призер Олімпійських Ігор 1976 року.
Переможець Юнацького чемпіонату Європи (U-18) 1970 року.